# Sebastijan Krelj
Sebastijan Krelj (Vipacco, 1538 – Lubiana, 25 dicembre 1567) è stato uno scrittore, linguista e teologo sloveno.
È considerato uno dei protestanti sloveni più istruiti del XVI secolo.

## Biografia

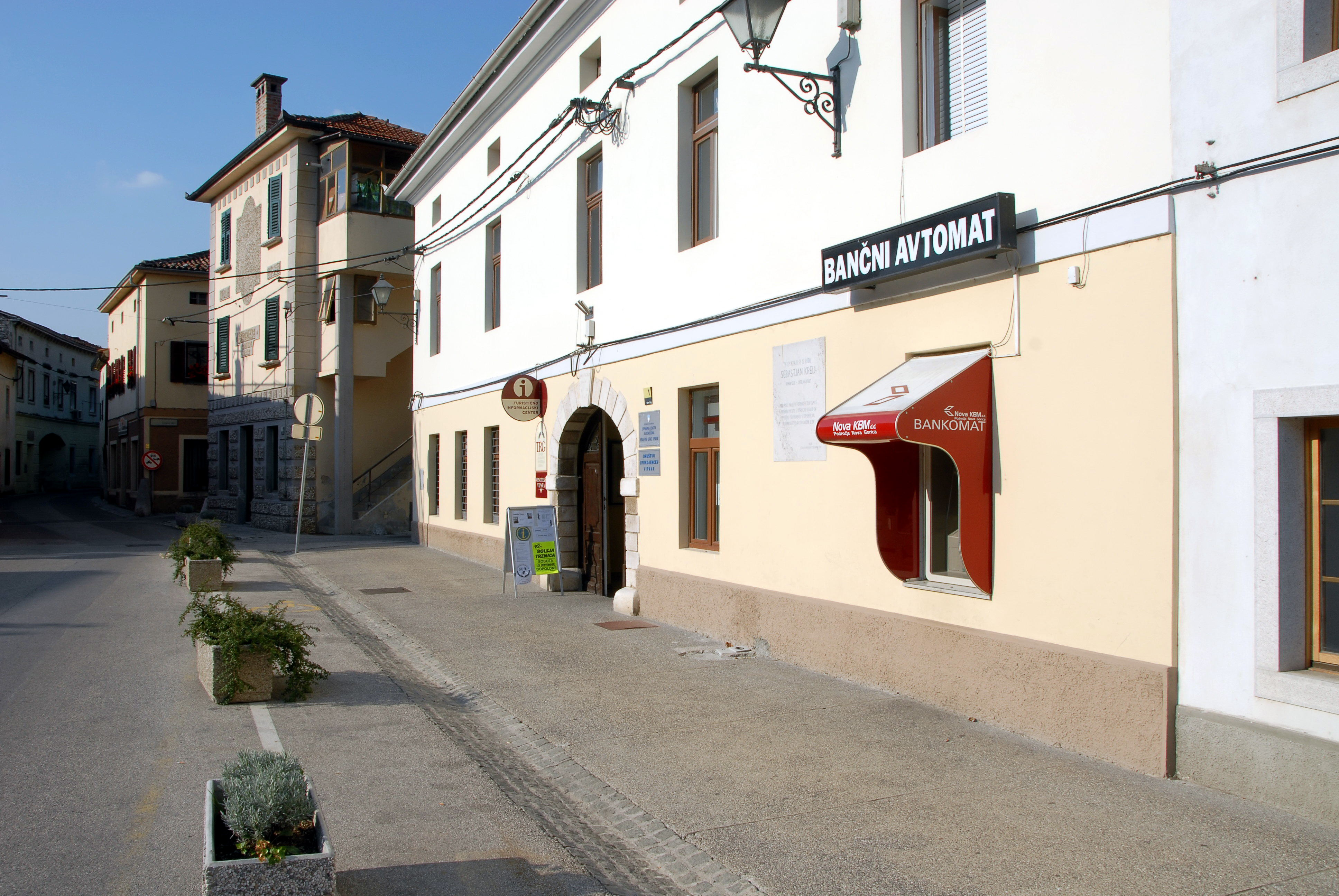
Casa natale di Krelj a Vipacco

Krelj nacque nel 1538 a Vipacco, all'epoca parte del Ducato di Carniola. Studiò all'Università di Jena, divenendo un seguace dello scrittore e predicatore sloveno Primož Trubar. Nel 1565 divenne sovrintendente della chiesa protestante in Carniola. Oltre alla teologia, alla letteratura e alla linguistica, Krelj conosceva e parlava diverse lingue, tra cui il tedesco, l'ebraico, il latino, il greco, l'alfabeto glagolitico e quello cirillico.

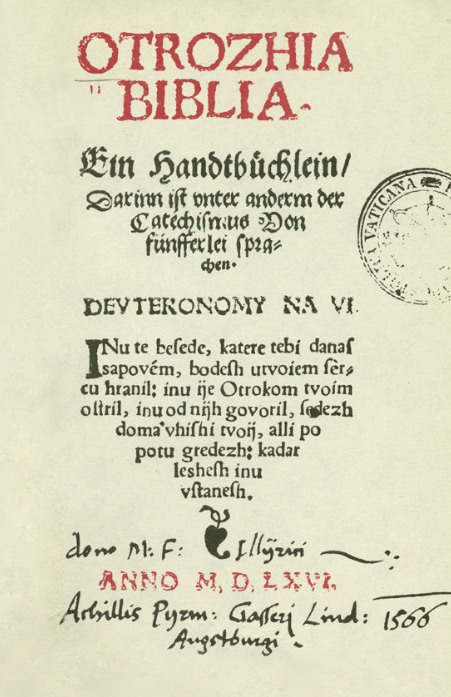
Otročja biblija, 1566

Dal 1562 al 1567 scrisse diversi libri, tra cui la Otročja biblija (Bibbia dei bambini) che probabilmente è la sua opera più conosciuta, pubblicata anonima a Ratisbona nel 1566. Tale opera, la cui paternità è stata a lungo dibattuta, è scritta principalmente in sloveno ma contiene anche parti in croato, tedesco, latino e italiano. Venne utilizzata principalmente a scopo didattico e fu adottata anche dalla scuola protestante slovena di Lubiana. Krelj tentò invano di riformare la scrittura slovena e quella croata allo scopo di creare un alfabeto comune tra le due lingue. Queste riforme vennero adottate da Jurij Dalmatin nella prima traduzione in sloveno della Bibbia.
Morì di tubercolosi il 25 dicembre 1567.

## Opere principali
- Christlich bedencken, ob vnd wie fern ein jglicher Christ, die Rotten vnd Secten, auch allerley offentliche Irthumen vnd Reliogionstreitte, beide von Rechts wegen, vnd auch mit der that, zu richten vnd zu anathematiziren, schüldigsey (1562)[5]
- Otročja biblija (1566)
- Postila slovenska (1567)